# Айзоне
Айзо̀не (на италиански: Aisone; на пиемонтски: Aison, Айзон, на окситански: Aizoun, Айдзун) е село и община в Северна Италия, провинция Кунео, регион Пиемонт. Разположено е на 834 m надморска височина. Населението на общината е 257 души (към 2014 г.).